# جسم أبيض
الجسم الأبيض (باللاتينية: Corpus albicans) وهو نسيج ندبي ليفي ينتج بعد انكماش الجسم الأصفر (بالإنجليزية: corpus luteum)‏، وهو غير فعال هرمونياً.
قد يبقى الجسم الأبيض على شكل ندبة في المبيض.